# Fudbalski Klub Velež Mostar 2024-2025
Questa voce raccoglie le informazioni riguardanti il Velež Mostar nelle competizioni ufficiali della stagione 2024-2025.

## Divise e sponsor
Per la stagione 2024-2025 lo sponsor tecnico è Joma, mentre il main sponsor sulla maglia è Narentas.
| 1ª divisa | 2ª divisa |

## Rosa
| N. |                                 | Ruolo | Calciatore       |
| -- | ------------------------------- | ----- | ---------------- |
| 1  | Bosnia ed Erzegovina (bandiera) | P     | Tarik Karić      |
| 4  | Nigeria (bandiera)              | D     | Michael Ologo    |
| 6  | Croazia (bandiera)              | C     | Dino Halilović   |
| 7  | Bosnia ed Erzegovina (bandiera) | C     | Omar Pršeš       |
| 8  | Bosnia ed Erzegovina (bandiera) | D     | Ante Hrkač       |
| 9  | Haiti (bandiera)                | A     | Frantz Pierrot   |
| 11 | Croazia (bandiera)              | C     | Mihael Mlinarić  |
| 12 | Bosnia ed Erzegovina (bandiera) | P     | Faris Ribić      |
| 13 | Brasile (bandiera)              | C     | Lohan            |
| 15 | Croazia (bandiera)              | D     | Harun Abaza      |
| 16 | Bosnia ed Erzegovina (bandiera) | C     | Tarik Šikalo     |
| 17 | Bosnia ed Erzegovina (bandiera) | A     | Nermin Haskić () |
| 18 | Serbia (bandiera)               | D     | Nikola Savić     |
| 19 | Bosnia ed Erzegovina (bandiera) | D     | Selmir Pidro     |
| 20 | Croazia (bandiera)              | A     | Ivan Šarić       |
| 21 | Serbia (bandiera)               | C     | Vasilije Djurić  |
| 22 | Croazia (bandiera)              | D     | Karlo Išasegi    |
| 23 | Slovenia (bandiera)             | D     | Klemen Šturm     |
| 28 | Bosnia ed Erzegovina (bandiera) | C     | Edo Vehabović    |
| 31 | Austria (bandiera)              | P     | Osman Hadžikić   |

| N. |                                 | Ruolo | Calciatore       |
| -- | ------------------------------- | ----- | ---------------- |
| 45 | Bosnia ed Erzegovina (bandiera) | C     | Kenan Djuliman   |
| 48 | Bosnia ed Erzegovina (bandiera) | A     | Amar Milak       |
| 65 | Bosnia ed Erzegovina (bandiera) | A     | Omar Kuko        |
| 67 | Bosnia ed Erzegovina (bandiera) | P     | Edis Nanić       |
| 70 | Serbia (bandiera)               | A     | Nikola Srećković |
| 80 | Croazia (bandiera)              | C     | Tino Blaž Lauš   |
| 83 | Bosnia ed Erzegovina (bandiera) | A     | Mahir Bešić      |
| -- | Bosnia ed Erzegovina (bandiera) | D     | Đanis Gosto      |
| 2  | Croazia (bandiera)              | D     | Ante Oreč        |
| 5  | Bosnia ed Erzegovina (bandiera) | D     | Adin Bajrić      |
| 9  | Croazia (bandiera)              | A     | Tonći Mujan      |
| 10 | Bosnia ed Erzegovina (bandiera) | C     | Asmir Suljić     |
| 19 | Bosnia ed Erzegovina (bandiera) | A     | Armando Bobaj    |
| 25 | Croazia (bandiera)              | P     | Tomislav Duka    |
| 26 | Serbia (bandiera)               | A     | Milan Jevtović   |
| 38 | Bosnia ed Erzegovina (bandiera) | C     | Dženan Puce      |
| 44 | Bosnia ed Erzegovina (bandiera) | D     | Adi Mehremić     |
| 77 | Georgia (bandiera)              | A     | Zurab Museliani  |
| 90 | Nigeria (bandiera)              | D     | Emmanuel Okeke   |
| 96 | Brasile (bandiera)              | C     | Rodrigo Souza    |

## Trasferimenti

### Sessione estiva
| Acquisti         | Acquisti        | Acquisti          | Acquisti                  |
| R.               | Nome            | da                | Modalità                  |
| ---------------- | --------------- | ----------------- | ------------------------- |
| D                | Karlo Išasegi   |                   | definitivo (svincolato)   |
| C                | Tino Blaž Lauš  |                   | definitivo (svincolato)   |
| A                | Zurab Museliani |                   | definitivo (svincolato)   |
| D                | Adi Mehremić    |                   | definitivo (svincolato)   |
| A                | Ivan Šarić      |                   | definitivo (svincolato)   |
| A                | Tonći Mujan     |                   | definitivo (svincolato)   |
| D                | Nikola Savić    | Voždovac          | definitivo (?)            |
| D                | Emmanuel Okeke  | LASK Amateure OÖ  | definitivo (?)            |
| A                | Milan Jevtović  |                   | definitivo (svincolato)   |
| D                | Azur Mahmić     | Željezničar       | rientro prestito          |
| C                | Rodrigo Souza   |                   | definitivo (svincolato)   |
| Altre operazioni |                 |                   |                           |
| R.               | Nome            | da                | Modalità                  |
| A                | Armando Bobaj   |                   | definitivo (svincolato)   |
| A                | Emir Rebac      |                   | definitivo (svincolato)   |
| C                | Dženan Puce     |                   | aggregato dalle giovanili |
| D                | Dino Juklo      |                   | aggregato dalle giovanili |
| D                | Đanis Gosto     |                   | aggregato dalle giovanili |
| A                | Amar Milak      |                   | aggregato dalle giovanili |
| A                | Dževad Sijamija | Mladost D. Kakanj | rientro prestito          |
| D                | Adin Bajrić     | Igman Konjic      | rientro prestito          |
| D                | Harun Abaza     | Velež Nevesinje   | rientro prestito          |
| A                | Edmar Junior    | Velež Nevesinje   | rientro prestito          |

| Cessioni         | Cessioni           | Cessioni        | Cessioni                |
| R.               | Nome               | a               | Modalità                |
| ---------------- | ------------------ | --------------- | ----------------------- |
| D                | Aref Gholami       |                 | definitiva (svincolato) |
| A                | Demir Peco         |                 | definitiva (svincolato) |
| C                | Dino Hasanović     |                 | definitiva (svincolato) |
| D                | Azur Mahmić        |                 | definitiva (svincolato) |
| D                | Saša Domić         |                 | definitiva (svincolato) |
| C                | Emir Halilović     |                 | definitiva (svincolato) |
| A                | Asmir Suljić       |                 | svincolato              |
| A                | Adnan Džafić       |                 | svincolato              |
| D                | Denis Zvonić       |                 | ritiro                  |
| A                | Giorgi Guliashvili | Sarajevo        | rientro prestito        |
| C                | Vito Čaić          | Dinamo Zagabria | rientro prestito        |
| Altre operazioni |                    |                 |                         |
| R.               | Nome               | da              | Modalità                |
| A                | Dževad Sijamija    |                 | definitiva (svincolato) |
| P                | Edis Nanić         |                 | definitiva (svincolato) |
| A                | Edmar Junior       |                 | definitiva (svincolato) |
| D                | Adin Bajrić        | Igman Konjic    | prestito                |

### Sessione invernale
| Acquisti         | Acquisti         | Acquisti       | Acquisti                  |
| R.               | Nome             | da             | Modalità                  |
| ---------------- | ---------------- | -------------- | ------------------------- |
| C                | Vasilije Djurić  |                | definitivo (svincolato)   |
| A                | Nikola Srećković |                | definitivo (svincolato)   |
| A                | Frantz Pierrot   |                | definitivo (svincolato)   |
| P                | Tarik Karić      | GOŠK Gabela    | definitivo (?)            |
| D                | Michael Ologo    | İstanbulspor   | prestito                  |
| D                | Selmir Pidro     | St. Louis City | prestito                  |
| Altre operazioni |                  |                |                           |
| R.               | Nome             | da             | Modalità                  |
| A                | Mahir Bešić      |                | aggregato dalle giovanili |
| C                | Kenan Djuliman   |                | aggregato dalle giovanili |
| A                | Omar Kuko        |                | aggregato dalle giovanili |

| Cessioni         | Cessioni        | Cessioni     | Cessioni                |
| R.               | Nome            | a            | Modalità                |
| ---------------- | --------------- | ------------ | ----------------------- |
| D                | Ante Oreč       | Rijeka       | definitiva (200 mila €) |
| D                | Adi Mehremić    |              | svincolato              |
| A                | Zurab Museliani |              | svincolato              |
| P                | Tomislav Duka   |              | svincolato              |
| A                | Tonći Mujan     |              | svincolato              |
| C                | Rodrigo Souza   |              | svincolato              |
| A                | Armando Bobaj   |              | svincolato              |
| C                | Dzenan Puce     | Čelik Zenica | prestito                |
| A                | Milan Jevtović  |              | svincolato              |
| D                | Harun Abaza     |              | svincolato              |
| D                | Emmanuel Okeke  |              | svincolato              |
| Altre operazioni |                 |              |                         |
| R.               | Nome            | da           | Modalità                |
| A                | Emir Rebac      |              | svincolato              |
| D                | Dino Juklo      |              | svincolato              |

## Risultati

### Premijer Liga
| Arbitro: | Halkić |

|              |           |                          |
| Mlinarić 53’ | Marcatori | 73’ Odinaka 85’ Boljević |

| Arbitro: | Njegomirović |

|  |           |                                |
|  | Marcatori | 9’ (aut.) Bagarić 53’ Mlinarić |

| Arbitro: | Todić |

|                                                             |           |                                   |
| Pantelić 4’ Mehanović 45+1’ Krajišnik 55’ (rig.) Janjić 69’ | Marcatori | 12’ Lauš 17’ Halilović 81’ Haskić |

| Arbitro: | Petrović |

|              |           |                |
| Mlinarić 34’ | Marcatori | 45+1’ Nurković |

| Arbitro: | Topalović |

|                |           |               |
| Janketić 90+2’ | Marcatori | 32’ Halilović |

| Mostar 21 settembre 2024, ore 17:00 CEST 7ª giornata | Velež Mostar | 0 – 0 referto | Sloga Doboj | Stadion Rođeni (1 400 spett.)\| Arbitro: \| Ljajić \| |
| Arbitro:                                             | Ljajić       |               |             |                                                       |

| Arbitro: | Efendić |

|  |           |                                                            |
|  | Marcatori | 13’ (rig.) Mlinarić 21’ Jevtović 35’ Mlinarić 49’ Mlinarić |

| Arbitro: | Gigović |

|  |           |                    |
|  | Marcatori | 31’ Mulahusejnović |

| Arbitro: | Njegomirović |

|                         |           |           |
| Vranješ 59’ Ogrinec 82’ | Marcatori | 53’ Milak |

| Arbitro: | Kazlagić |

|                                                |           |  |
| Turkeš 31’ Jović 36’ Guliashvili 53’ Lulić 89’ | Marcatori |  |

| Arbitro: | Tomić |

|                                              |           |  |
| Mlinarić 56’ (rig.) Museliani 65’ Haskić 82’ | Marcatori |  |

| Mostar 2 novembre 2024, ore 16:00 CET 12ª giornata | Velež Mostar | 0 – 0 referto | Borac Banja Luka | Stadion Rođeni (2 500 spett.)\| Arbitro: \| Jelić \| |
| Arbitro:                                           | Jelić        |               |                  |                                                      |

| Arbitro: | Todić |

|                               |           |             |
| Boljević 63’ Krpić 84’ (rig.) | Marcatori | 90+2’ Lohan |

| Arbitro: | Kazlagić |

|                                    |           |            |
| Oreč 12’ Mlinarić 20’ Mlinarić 48’ | Marcatori | 85’ Iličić |

| Arbitro: | Jelić |

|                      |           |               |
| Lohan 46’ Haskić 56’ | Marcatori | 37’ Jovanović |

| Arbitro: | Peljto |

|                     |           |              |
| Denković 40’ (rig.) | Marcatori | 21’ Mlinarić |

| Arbitro: | Petrović |

|          |           |  |
| Puce 48’ | Marcatori |  |

| Doboj 15 febbraio 2025, ore 17:00 CET 18ª giornata | Sloga Doboj | 0 – 0 referto | Velež Mostar | Gradski Stadion Luke Doboj (600 spett.)\| Arbitro: \| Bandić \| |
| Arbitro:                                           | Bandić      |               |              |                                                                 |

| Arbitro: | Kukić |

|                          |           |                     |
| Mlinarić 45+6’ Šturm 83’ | Marcatori | 36’ Perić 47’ Perić |

| Arbitro: | Jelić |

|               |           |  |
| Abramović 86’ | Marcatori |  |

| Mostar 8 marzo 2025, ore 15:00 CET 21ª giornata | Velež Mostar | 0 – 0 referto | Sarajevo | Stadion Rođeni (4 000 spett.)\| Arbitro: \| Peljto \| |
| Arbitro:                                        | Peljto       |               |          |                                                       |

| Arbitro: | Bandić |

|                  |           |              |
| Boban 65’ (rig.) | Marcatori | 37’ Mlinarić |

| Arbitro: | Ljajić |

|                      |           |                                                             |
| Jukić 54’ Stanić 60’ | Marcatori | 14’ Djurić 32’ Mlinarić 48’ Pierrot 54’ Pierrot 67’ Pierrot |

| Arbitro: | Kazlagić |

|          |           |               |
| Bojo 62’ | Marcatori | 44’ Halilović |

| Arbitro: | Kukić |

|                                              |           |                                    |
| Mlinarić 9’ (rig.) Mlinarić 36’ Mlinarić 67’ | Marcatori | 42’ (rig.) Teodorović 76’ Andjušić |

| Arbitro: | Bilbija |

|                        |           |  |
| Boban 20’ Pavković 25’ | Marcatori |  |

| Arbitro: | Musić |

|                         |           |                       |
| Mlinarić 54’ Djurić 65’ | Marcatori | 45+6’ Mešić 77’ Ramić |

| Arbitro: | Efendić |

|  |           |                    |
|  | Marcatori | 6’ (rig.) Mlinarić |

| Arbitro: | Peljto |

|  |           |           |
|  | Marcatori | 90+5’ Kiš |

| Arbitro: | Topuzović |

|                |           |  |
| Despotović 24’ | Marcatori |  |

| Arbitro: | Halkić |

|                        |           |                       |
| Pidro 28’ Mlinarić 82’ | Marcatori | 6’ Turkeš 19’ Pavičić |

| Arbitro: | Bilbija |

|                               |           |               |
| Dangubić 25’ Vini Peixoto 86’ | Marcatori | 60’ Halilović |

| Arbitro: | Marić |

|                                        |           |  |
| Haskić 18’ Haskić 37’ Varga 55’ (aut.) | Marcatori |  |

Il Velež Mostar ha concluso il campionato al 7° posto con 42 punti (10 vittorie, 12 pareggi e 11 sconfitte in 33 partite), rimanendo escluso dalle competizioni europee e conservando la permanenza in Premijer Liga.

### Kup Bosne i Hercegovine
Il Velež Mostar comincerà la sua partecipazione alla Kup Bosne i Hercegovine a partire dal primo turno.

#### Primo turno
Dal sorteggio del primo turno, avvenuto l'8 ottobre 2024, il Velež Mostar è stato accoppiato allo Svatovac.
| Arbitro: | Perić |

|                       |           |  |
| Puce 50’ Mlinarić 78’ | Marcatori |  |

Con la vittoria sullo Svatovac per 2-0, il Velež Mostar si è qualificato per il secondo turno di Kup BiH.

#### Secondo turno
Dal sorteggio del secondo turno, avvenuto il 17 dicembre 2024, il Velež Mostar è stato accoppiato al Radnik Bijeljina.
| Arbitro: | Kazlagić |

|                              |           |                      |
| Halilović 45+1’ Mlinarić 64’ | Marcatori | 68’ (rig.) Krajišnik |

Con la vittoria per 2-1 sul Radnik Bijeljina, il Velež Mostar si è qualificato per i quarti di finale di Kup Bosne i Hercegovine.

#### Quarti di finale
Dal sorteggio dei quarti di finale, avvenuto il 17 dicembre 2024, il Velež Mostar è stato accoppiato al Široki Brijeg.
| Arbitro: | Efendic |

|                        |           |  |
| Stanić 22’ Jelavić 77’ | Marcatori |  |

| Arbitro: | Bilbija |

|           |           |                     |
| Milak 86’ | Marcatori | 3’ Matić 59’ Stanić |

Con il risultato aggregato in suo sfavore di 1-4, il Velež Mostar è stato eliminato ai quarti di finale di Kup Bosne i Hercegovine.

### Conference League
La partecipazione del Velež Mostar in Conference League è cominciata a partire dal primo turno preliminare.

#### Qualificazioni
Il sorteggio, che si è tenuto il 18 giugno 2024 nella sede della UEFA di Nyon, in Svizzera, ha visto il Velež Mostar accoppiato all'Inter Club d'Escaldes (Andorra).

##### Primo turno
| Arbitro: | Karlsen |

|           |           |            |
| Lohan 65’ | Marcatori | 34’ Joanet |

| Arbitro: | Kijas |

|                                                      |           |          |
| Lopez 44’ Lopez 45+2’ Domi 57’ Domi 84’ Sascha 90+2’ | Marcatori | 53’ Oreč |

Con la sconfitta subita per mano dell'Inter Escaldes per 6-2 nel risultato aggregato, il Velež Mostar è stato eliminato dalla Conference League.

## Statistiche

### Statistiche di squadra
| Competizione            | Punti | In casa | In casa | In casa | In casa | In casa | In casa | In trasferta | In trasferta | In trasferta | In trasferta | In trasferta | In trasferta | Totale | Totale | Totale | Totale | Totale | Totale | DR |
| Competizione            | Punti | G       | V       | N       | P       | Gf      | Gs      | G            | V            | N            | P            | Gf           | Gs           | G      | V      | N      | P      | Gf     | Gs     | DR |
| ----------------------- | ----- | ------- | ------- | ------- | ------- | ------- | ------- | ------------ | ------------ | ------------ | ------------ | ------------ | ------------ | ------ | ------ | ------ | ------ | ------ | ------ | -- |
| Premijer Liga           | 42    | 16      | 6       | 7       | 3       | 23      | 15      | 17           | 4            | 5            | 8            | 22           | 24           | 33     | 10     | 12     | 11     | 45     | 39     | +6 |
| Kup Bosne i Hercegovine | -     | 2       | 1       | 0       | 1       | 3       | 3       | 2            | 1            | 0            | 1            | 2            | 2            | 4      | 2      | 0      | 2      | 5      | 5      | 0  |
| Conference League       | -     | 1       | 0       | 1       | 0       | 1       | 1       | 1            | 0            | 0            | 1            | 1            | 5            | 2      | 0      | 1      | 1      | 2      | 6      | -4 |
| Totale                  | -     | 19      | 7       | 8       | 4       | 27      | 19      | 20           | 5            | 5            | 10           | 25           | 31           | 39     | 12     | 13     | 14     | 52     | 50     | +2 |

### Andamento in campionato

#### Premijer Liga
| Giornata  | 1 | 2 | 3 | 4 | 5 | 6 | 7 | 8 | 9 | 10 | 11 | 12 | 13 | 14 | 15 | 16 | 17 | 18 | 19 | 20 | 21 | 22 | 23 | 24 | 25 | 26 | 27 | 28 | 29 | 30 | 31 | 32 | 33 |
| --------- | - | - | - | - | - | - | - | - | - | -- | -- | -- | -- | -- | -- | -- | -- | -- | -- | -- | -- | -- | -- | -- | -- | -- | -- | -- | -- | -- | -- | -- | -- |
| Luogo     | T | C | T | T | C | T | C | T | C | T  | C  | C  | T  | C  | C  | T  | C  | T  | C  | T  | C  | T  | T  | T  | C  | T  | C  | T  | C  | T  | C  | T  | C  |
| Risultato | P | P | V | P | N | N | N | V | P | P  | V  | N  | P  | V  | V  | N  | V  | N  | N  | P  | N  | N  | V  | N  | V  | P  | N  | V  | P  | P  | N  | P  | V  |
| Posizione | 7 | 8 | 8 | 8 | 8 | 8 | 9 | 8 | 9 | 9  | 9  | 7  | 8  | 7  | 6  | 6  | 5  | 7  | 6  | 7  | 7  | 7  | 6  | 6  | 6  | 6  | 6  | 6  | 6  | 6  | 7  | 8  | 7  |

Legenda:

Luogo: C = Casa; T = Trasferta. Risultato: R = Rinviata; V = Vittoria; N = Pareggio; P = Sconfitta.

### Statistiche individuali
| Giocatore     | Premijer Liga | Premijer Liga | Premijer Liga | Premijer Liga | Kup BiH  | Kup BiH | Kup BiH     | Kup BiH    | Conference League | Conference League | Conference League | Conference League | Totale   | Totale | Totale      | Totale     |
| Giocatore     | Presenze      | Reti          | Ammonizioni   | Espulsioni    | Presenze | Reti    | Ammonizioni | Espulsioni | Presenze          | Reti              | Ammonizioni       | Espulsioni        | Presenze | Reti   | Ammonizioni | Espulsioni |
| ------------- | ------------- | ------------- | ------------- | ------------- | -------- | ------- | ----------- | ---------- | ----------------- | ----------------- | ----------------- | ----------------- | -------- | ------ | ----------- | ---------- |
| M. Bešić      | 2             | 0             | 0             | 0             | 0        | 0       | 0           | 0          | 0                 | 0                 | 0                 | 0                 | 2        | 0      | 0           | 0          |
| K. Djuliman   | 1             | 0             | 0             | 0             | 0        | 0       | 0           | 0          | 0                 | 0                 | 0                 | 0                 | 1        | 0      | 0           | 0          |
| V. Djurić     | 13            | 2             | 6             | 1             | 0        | 0       | 0           | 0          | 0                 | 0                 | 0                 | 0                 | 13       | 2      | 6           | 1          |
| O. Hadžikić   | 24            | -25           | 3             | 0             | 2        | -3      | 0           | 0          | 2                 | -6                | 0                 | 0                 | 28       | -34    | 3           | 0          |
| D. Halilović  | 29            | 4             | 12            | 0             | 4        | 1       | 2           | 0          | 2                 | 0                 | 1                 | 0                 | 35       | 5      | 15          | 0          |
| N. Haskić     | 23            | 5             | 2             | 0             | 4        | 0       | 0           | 0          | 2                 | 0                 | 0                 | 0                 | 29       | 5      | 2           | 0          |
| A. Hrkač      | 27            | 0             | 4             | 0             | 3        | 0       | 0           | 0          | 1                 | 0                 | 0                 | 0                 | 31       | 0      | 4           | 0          |
| K. Išasegi    | 18            | 0             | 4             | 0             | 4        | 0       | 0           | 0          | 2                 | 0                 | 0                 | 0                 | 24       | 0      | 4           | 0          |
| T. Karić      | 6             | -6            | 3             | 0             | 0        | 0       | 0           | 0          | 0                 | 0                 | 0                 | 0                 | 6        | -6     | 3           | 0          |
| O. Kuko       | 1             | 0             | 0             | 0             | 0        | 0       | 0           | 0          | 0                 | 0                 | 0                 | 0                 | 1        | 0      | 0           | 0          |
| T.B. Lauš     | 20            | 2             | 2             | 0             | 4        | 0       | 0           | 1          | 0                 | 0                 | 0                 | 0                 | 24       | 2      | 2           | 1          |
| Lohan         | 25            | 1             | 4             | 0             | 2        | 0       | 1           | 0          | 2                 | 1                 | 0                 | 0                 | 29       | 2      | 5           | 0          |
| A. Mehremić   | 11            | 0             | 3             | 0             | 1        | 0       | 0           | 0          | 0                 | 0                 | 0                 | 0                 | 12       | 0      | 3           | 0          |
| A. Milak      | 22            | 1             | 3             | 0             | 3        | 1       | 0           | 0          | 0                 | 0                 | 0                 | 0                 | 25       | 2      | 3           | 0          |
| M. Mlinarić   | 31            | 19            | 5             | 0             | 4        | 1       | 0           | 0          | 2                 | 0                 | 1                 | 0                 | 37       | 20     | 6           | 0          |
| M. Ologo      | 10            | 0             | 2             | 1             | 0        | 0       | 0           | 0          | 0                 | 0                 | 0                 | 0                 | 10       | 0      | 2           | 1          |
| S. Pidro      | 10            | 1             | 1             | 0             | 2        | 0       | 0           | 0          | 0                 | 0                 | 0                 | 0                 | 12       | 1      | 1           | 0          |
| F. Pierrot    | 9             | 3             | 2             | 0             | 3        | 0       | 0           | 0          | 0                 | 0                 | 0                 | 0                 | 12       | 3      | 2           | 0          |
| O. Pršeš      | 26            | 0             | 6             | 0             | 3        | 0       | 1           | 0          | 2                 | 0                 | 0                 | 0                 | 31       | 0      | 7           | 0          |
| F. Ribić      | 3             | -6            | 2             | 0             | 2        | -2      | 0           | 0          | 0                 | 0                 | 0                 | 0                 | 5        | -8     | 2           | 0          |
| I. Šarić      | 13            | 0             | 1             | 0             | 1        | 0       | 0           | 0          | 0                 | 0                 | 0                 | 0                 | 14       | 0      | 1           | 0          |
| N. Savić      | 24            | 1             | 1             | 0             | 3        | 0       | 1           | 0          | 1                 | 0                 | 0                 | 0                 | 28       | 1      | 2           | 0          |
| T. Šikalo     | 23            | 0             | 3             | 1             | 2        | 0       | 0           | 0          | 2                 | 0                 | 0                 | 0                 | 27       | 0      | 3           | 1          |
| N. Srećković  | 14            | 0             | 1             | 0             | 3        | 0       | 0           | 0          | 0                 | 0                 | 0                 | 0                 | 17       | 0      | 1           | 0          |
| K. Šturm      | 26            | 1             | 3             | 0             | 3        | 0       | 0           | 0          | 2                 | 0                 | 1                 | 0                 | 31       | 1      | 4           | 0          |
| E. Vehabović  | 26            | 0             | 7             | 1             | 3        | 0       | 0           | 0          | 0                 | 0                 | 0                 | 0                 | 29       | 0      | 7           | 1          |
| A. Bajrić     | 1             | 0             | 0             | 0             | 0        | 0       | 0           | 0          | 2                 | 0                 | 0                 | 0                 | 3        | 0      | 0           | 0          |
| A. Bobaj      | 0             | 0             | 0             | 0             | 1        | 0       | 0           | 0          | 0                 | 0                 | 0                 | 0                 | 1        | 0      | 0           | 0          |
| T. Duka       | 1             | -2            | 0             | 0             | 0        | 0       | 0           | 0          | 0                 | 0                 | 0                 | 0                 | 1        | -2     | 0           | 0          |
| M. Jevtović   | 10            | 1             | 1             | 0             | 0        | 0       | 0           | 0          | 2                 | 0                 | 0                 | 0                 | 12       | 1      | 1           | 0          |
| T. Mujan      | 6             | 0             | 1             | 0             | 1        | 0       | 0           | 0          | 2                 | 0                 | 0                 | 0                 | 9        | 0      | 1           | 0          |
| Z. Museliani  | 6             | 1             | 1             | 0             | 1        | 0       | 0           | 0          | 0                 | 0                 | 0                 | 0                 | 7        | 1      | 1           | 0          |
| E. Okeke      | 3             | 0             | 1             | 0             | 0        | 0       | 0           | 0          | 2                 | 0                 | 0                 | 0                 | 5        | 0      | 1           | 0          |
| A. Oreč       | 16            | 1             | 3             | 1             | 0        | 0       | 0           | 0          | 2                 | 1                 | 1                 | 0                 | 18       | 2      | 4           | 1          |
| D. Puce       | 7             | 0             | 1             | 0             | 1        | 0       | 0           | 0          | 0                 | 0                 | 0                 | 0                 | 8        | 0      | 1           | 0          |
| Rodrigo Souza | 2             | 0             | 0             | 0             | 0        | 0       | 0           | 0          | 0                 | 0                 | 0                 | 0                 | 2        | 0      | 0           | 0          |
| A. Suljić     | 0             | 0             | 0             | 0             | 0        | 0       | 0           | 0          | 2                 | 0                 | 0                 | 0                 | 2        | 0      | 0           | 0          |